# Gare de La Cave
La gare de La Cave était une gare ferroviaire française de la ligne de Coutras à Tulle, située à proximité immédiate de l'usine FroMarsac, au lieu-dit La Cave sur le territoire de la commune de Marsac-sur-l'Isle, dans le département de la Dordogne en région Nouvelle-Aquitaine.
C'était une halte ferroviaire de la Société nationale des chemins de fer français (SNCF), desservie par des trains TER Nouvelle-Aquitaine.
La gare a fermé le 2 juillet 2017.

## Situation ferroviaire
Établie à 75 m d'altitude, la gare de La Cave est située au point kilométrique (PK) 68,310 de la ligne de Coutras à Tulle, entre les gares de Razac et de Marsac (Dordogne). C'était une gare de bifurcation, origine de la ligne de La Cave à Ribérac (fermée et déposée).

## Fréquentation
La fréquentation de la gare est détaillée dans le tableau ci-dessous :
|           | 2015 | 2016 | 2017 |
| --------- | ---- | ---- | ---- |
| Voyageurs | 330  | 20   | 22   |

## Service des voyageurs

### Accueil
Halte ferroviaire SNCF, c'était un point d'arrêt non géré (PANG) à entrée libre.

### Desserte
La Cave était desservie par des trains TER Nouvelle-Aquitaine qui effectuent des missions entre les gares de Bordeaux-Saint-Jean et de Périgueux.

### Intermodalité
Le stationnement des véhicules est possible à proximité.

## Galerie

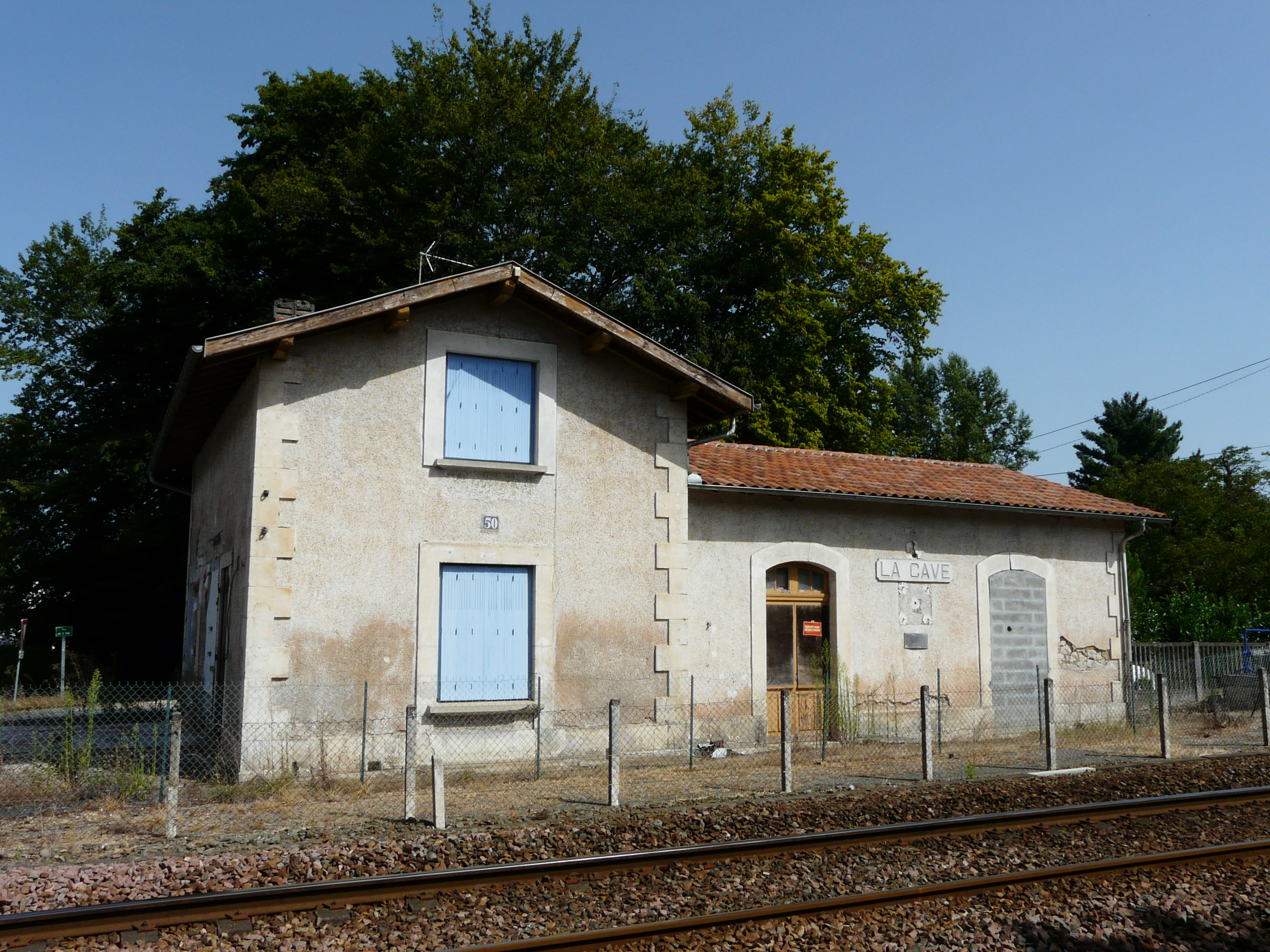
L'ancien bâtiment de la gare.
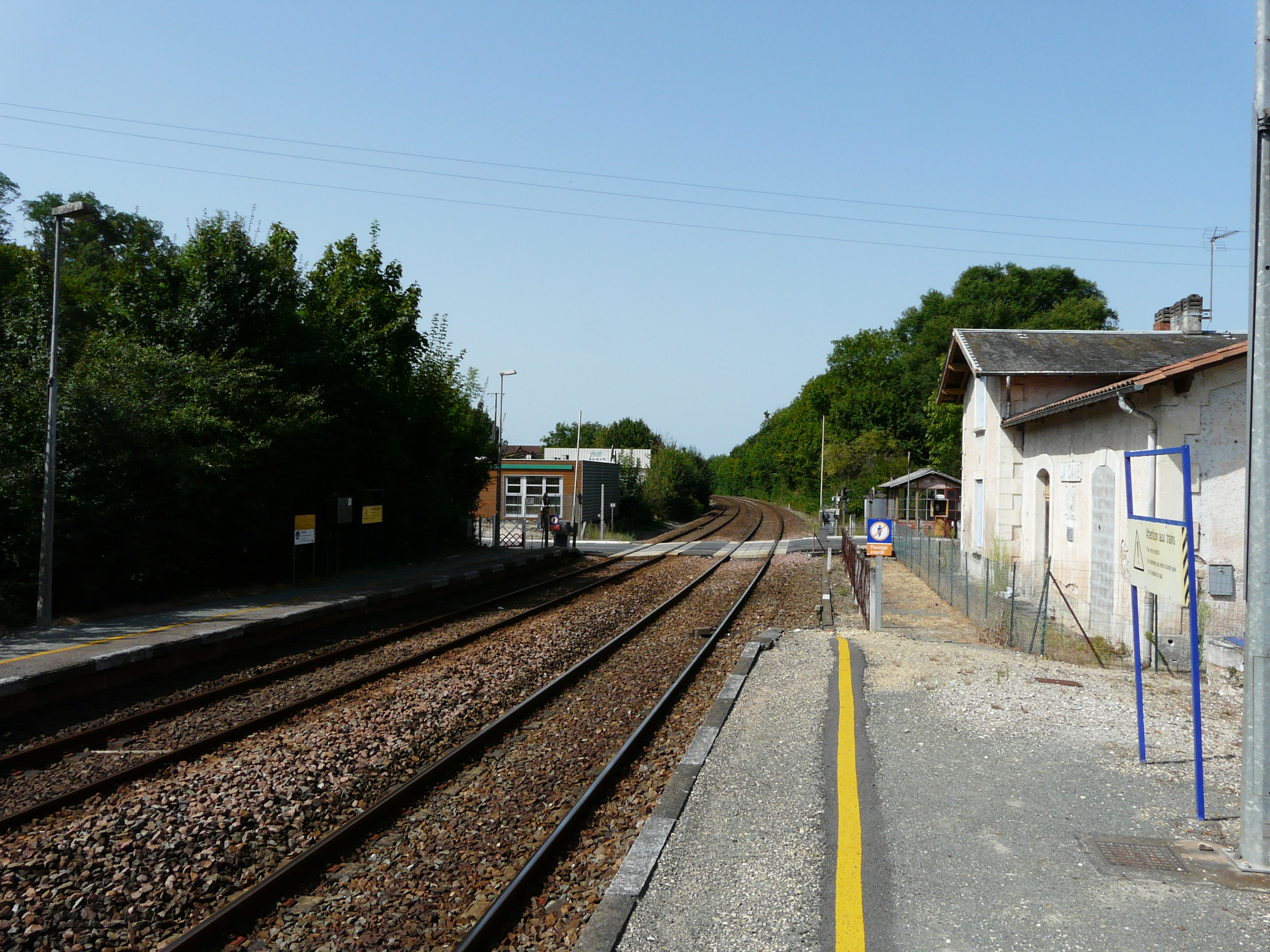
Les voies en direction de Bordeaux.